# Andrena talina
Andrena talina är en biart som beskrevs av Xu och Osamu Tadauchi 2002. Andrena talina ingår i släktet sandbin, och familjen grävbin. Inga underarter finns listade i Catalogue of Life.